# Zaman Park
Zaman Park ist ein Viertel in der Stadt Lahore, Pakistan.

## Geschichte
Zaman Park, benannt nach Khan Bahadur Mohammad Zaman Khan, der bis 1943–44 Generalpostmeister des Punjab in Britisch-Indien war, war nicht immer unter diesem Namen bekannt. Auf früheren Karten wurde die Region als Punjab Light Horse (PLH) Parade Ground bezeichnet, der Teil der Kavallerie-Reserve der British Indian Army war. Im Jahr 1936 wurde die Kolonie umbenannt und erhielt den Namen Sunder Das Park. Seinen heutigen Namen und seine Häuser erhielt das Gebiet erst nach den Baumaßnahmen von Rai Bahadur Sunder Das Suri und seiner Familie.
Bis 1942 entstanden in dem Gebiet sechs Häuser, die alle im Besitz einer einzigen Hindu-Familie waren, die miteinander verbunden war.
Nach der Teilung von 1947 wurde der Zaman Park mit 15 prächtigen, palastartigen Residenzen geschmückt, die von Lahores elitären Hindu-Familien errichtet wurden. Die Elite der Pathans aus Jalandhar, die ursprünglich aus Waziristan stammten, wanderten nach Lahore ein und ließen sich im Zaman Park nieder. Das älteste Mitglied der Familie, Khan Bahadur Zaman Khan, war ein Onkel mütterlicherseits der Mütter von Javed Burki, Majid Khan und Imran Khan.

## Bemerkenswerte Einwohner
- Aitzaz Ahsan[1] (* 1945), Politiker und Rechtsanwalt
- Imran Khan[1] (* 1952), ehemaliger Cricketspieler und Politiker
- Javed Burki[1] (* 1938), ehemaliger Cricketspieler, Regierungsbeamter und Geschäftsmann.
- Majid Khan[1] (* 1946), ehemaliger Cricketspieler, Schlagmann und Kapitän der Cricket-Nationalmannschaft